# GJ-bu
GJ-bu (GJ部 Gujjobu, conocida también por su nombre en inglés: GJ Club) es una  novela ligera escrita por Shin Araki e ilustrada por Aruya. Se realizó una adaptación al anime a manos del estudio Dogakobo. Su serie se emitió del 10 de enero al 28 de marzo de 2013 y además se lanzó oficialmente un OVA de 46 minutos de duración el 14 de mayo de 2014.

## Argumento
Shinomiya Kyoya es un joven adolescente que asiste a una escuela en donde existe un club muy especial llamado “GJ-bu”, cuyas letras "GJ" vienen de la frase “Good Job”, que traducido al español significa literalmente: “Buen Trabajo”, y "Bu" que es el nombre que reciben los clubes escolares en Japón. Este club no se dedica a ninguna actividad en especial, solo es un club creado para pasarla bien y hacer lo que a uno se le antoje.

## Personajes

### Personajes principales
Kyouya Shinomiya (四ノ宮 京夜 Shinomiya Kyōya) 
Seiyu: Hiro Shimono
Él es el protagonista principal de la serie. Es más conocido por su apodo: “Kyoro”. Es el único miembro varón de todo el GJ-bu. Fue secuestrado y obligado a unirse al club por las chicas que son miembros del mismo. Es muy cortes y amable, razón por la cual las chicas del club se aprovechan de él, obligándolo a hacer favores y demás cosas; pero a pesar de eso, podría decirse que forma una relación de amistad con todas las chicas del GJ-bu.
Mao Amatsuka  (天使 真央 Amatsuka Mao)
Seiyu: Maaya Uchida
Mao es la hermana mayor de Megumi y líder del club.  Ella es una adolescente de baja estatura que tiene el pelo castaño. Tiene la costumbre de enojarse por razones insignificantes ya que posee una personalidad muy temperamental, y a veces suele morder a Kyoro para descargarse. Por lo tanto, no es raro que se la relacione con las actitudes típicas de una tsundere. Tiene una gran fobia hacia los “besos”, hasta tal punto de odiar los mangas Shōjo por este mismo motivo.
Megumi Amatsuka (天使 恵 Amatsuka Megumi)
Seiyu: Yume Miyamoto
Conocida por su apodo: “Megu”, como a muchas chicas japonesas con ese mismo nombre. Megumi es la hermana de Mao y tiene una estatura más alta que ella. El color de su pelo es rosa. Ella es una chica muy agradable, siempre es la que prepara el té y demás aperitivos en el club. Megumi tiene una fobia muy grande a la gordura y al sobrepeso, ya que siempre que se menciona ese tema suele entrar en pánico.
Shion Sumeragi  (皇 紫音 Sumeragi Shion)
Seiyu: Suzuko Mimori
Conocida por su apodo: “Shi”. Ella es una chica experta en el ajedrez y casi siempre se pasa la mayor parte del tiempo jugando ajedrez en la computadora del club.  Ella tiene el pelo y los ojos de color violeta. Como Shion es la hija menor en su familia, le gusta que las niñas más jóvenes actúen como si fueran hermanas suyas.
Kirara Bernstein  (綺羅々 ·バーンシュタイン Kirara Bānshutain)
Seiyu: Chika Arakawa
Kirara es la más alta y más fuerte del club, tiene ojos azules y pelo rubio que en su cabeza forma lo que parecen orejas de gato. Se pasa gran parte del tiempo sentada en el sillón del club comiendo algún tipo de carne. Ella puede hablar con los gatos y a veces se comporta como uno de ellos. Posee un gran miedo a las arañas debido a que fue mordida por una venenosa cuando era más joven;  tiene poca tolerancia al alcohol, ya que una vez se emborrachó solo por comer algunos chocolates con whisky. Ella tiene una hermana llamada Geraldine y puede hablar inglés perfectamente.
Tamaki Kannazuki (神無月 環 Kannazuki Tamaki)
Seiyu: Sumire Uesaka
Ella se unió al club tiempo después de Kyoro. Al igual que Kyoro, también fue secuestrada y forzada a entrar al club. Tiene el pelo verde, es aficionada a la fotografía y tiene la costumbre de referirse a ella misma en tercera persona. A su vez es muy adicta a las papas/patatas fritas, por lo que no es raro que cuando estas se le acaben le pida a Kyoro que le compre más.

### Personajes secundarios
Kasumi Shinomiya (四ノ宮 Shinomiya Kasumi)
Seiyu: Ibuki Kido
Kasumi es la hermana menor de Kyoya y amiga de Seira y Geraldine. Ella dio a entender que posee un suave complejo de hermano para con Kyoro, ya que es fanática de los mangas brocon y además es muy celosa cuando Kyoro está con otras chicas. Sin embargo, su complejo es irrelevante para la serie y solo se usa como elemento cómico del anime.
Seira Amatsuka (天使圣 Amatsuka Seira)
Seiyu: Sumire Morohoshi
La hermana más chica de la familia Amatsuka. En muchas ocasiones se viste como una lolita gótica. Tiene el pelo negro, ojos rojos y una especie de accesorio para el pelo en forma de gato que ella siempre hace hablar a través de la ventriloquia y hace que diga comentarios negativos de Kyoro.
Geraldine Bernstein (ジェラルディン·バーン Jerarudin Bānshutain)
Seiyu:  Wakana Aoi
Es la hermana menor de Kirara Bernstein. Ella vino de Canadá para visitar a su hermana y siempre ve a Kyoro como si fuera un príncipe azul ya que él la ayudó cuando se conocieron, por ese mismo motivo, ella llama a Kyoro como “My samurai master”. Geraldine suele comunicarse a través de una pizarra también, para reforzar su lenguaje, ya que su japonés no es muy bueno.
Kenta Shibui (渋井健 Shibui Kenta)
Lo apodan: "Kenken". Asiste a la misma escuela que los protagonistas y suele hablar de manera muy grosera.
Jin Suoh (周防 Suo Jin)
Otro compañero que asiste a la misma escuela que los demás. Suele manifestar una actitud muy “cool” y es muy bueno con los estudios. Su apodo es: "Jinjin". Su pasatiempo es leer y, al igual que Shion, es buen jugador de ajedrez.
Komori (小森)
Su rostro siempre se ve carente de emoción.  Al igual que Megumi, a veces sirve el té en el club.  Kasumi la llama "Komorin" y Kenta le dice "Tomochan".
Mori (森 Mori-san)
Es la criada de la familia Amatsuka y suele vestirse como una clásica maid de la antigua Inglaterra victoriana. Le gusta conducir motocicletas. Kyoro, siempre que la ve, le pide que haga una pose en donde se acomoda su vestido. Por lo general, visita el GJ-bu para realizar distintas labores que le solicitan.
Tesshin Yokomizo (横沟彻 Yokomizo Tesshin)
Compañero de clase de Kyoro. Ha sido amigo de Kyoro desde la escuela secundaria.
Takuma Shinjō (新城拓 Takuma Shinjō)
Otro compañero de Kyoro. Mao lo llama como el "Ultra Masculino" (超 Chōosu ).
Nadeshiko Onigawara (鬼瓦抚 Onigawara Nadeshiko)
Es la maestra de Kyoro. Su apodo es: "Nacchan".
“Campeón mundial de la Unión” (世界统一 Sekai Toitsu Oja)
Él es el compañero de ajedrez de Shion que ella considera como el mejor del mundo y siempre juega con ella a través de internet. Al parecer, se desconoce su verdadero nombre. 
Narumi Shinmeiji (新明路鸣 Shinmeiji Narumi)
Es compañera de Mao y asiste a la misma clase. Siempre se sienta al lado de Mao. Ella a veces visita el GJ-bu para hacer uso de su kotatsu.
Saeko Kotesashi (小手指冴 Kotesashi Saeko)
Compañera de clase de Kenta y conocida como la más bella de la clase. En una ocasión se le declaró a Kenta pero fue rechazada, a pesar de eso ella sigue amandolo.
Ichimonji (一文字 Ichimonji-sensei)
Maestro de educación física de la clase de Kasumi.
Hotaru (蛍 )
Pretende ser una especie de representante de los miembros del GJ-bu en su escuela.
Rio Shinonome (东云理央)
Asiste a la misma clase que Kasumi y su apodo es: "Ricchan".

## Banda sonora
La banda sonora del anime GJ-bu se compone de tan solo un opening y 4 endings.
El mismo opening fue usado en el OVA con la diferencia de que se cambiaron algunas escenas; la canción del ending 4 también fue reutilizada para el OVA.
En el anime, el opening es siempre igual excepto cuando agregan a Tamaki en episodios más avanzados. 
Los nombres de las canciones en japonés e inglés y de los artistas son:
- Opening:  Mōsō Kōkan Nikki  (もうそう こうかんにっき, Delusion Exchange Diary) (Episodios del 1 al 12 + el OVA) por Otome Shinto

- Ending 1: I wish ~Tokimeki no Mahou~  (I wish 〜ときめきの魔法〜, I wish ~The Fluttering Magic~) (Episodios 1 y 2)  por  Maaya Uchida y Yume Miyamoto

- Ending 2: Balance unbalance ~Hontou no Watashi~  (balance unbalance 〜ホント ノ ワタシ〜, balance unbalance ~The Real Me~) (Episodios 3 y 4) por Suzuko Mimori

- Ending 3: Purely Sky ~Watashi Dake no Sora~ (Purely Sky 〜私だけの空〜, Purely Sky ~Just My Sky~) (Episodios 5 y 6) por Chika Arakawa

- Ending 4: Hashiri Dasō! (走りだそう!?, I'll Just Run!) (Episodios del 7 al 12 + el OVA) por Maaya Uchida, Miyamoto Yume, Suzuko Mimori y Chika Arakawa